# Pseudobagrus medianalis
Pseudobagrus medianalis е вид лъчеперка от семейство Bagridae. Видът е критично застрашен от изчезване.

## Разпространение
Разпространен е в Китай (Юннан).